# Birgitta Gedin
Elsa Birgitta Gedin, född Atmer den 1 januari 1929 i Stockholm, död den 31 januari 2024, var en svensk barnboksförfattare och översättare.
Gedin föddes som dotter till advokat Ivan Atmer och Elsa Margaretha Agell. Gedin blev filosofie kandidat vid Uppsala universitet 1952. Hon skrev bland annat bokserien om Amalia Brus: Amalia Brus på Vindarö (1978), Amalia Brus i Storstad (1979) och Amalia Brus kan segla med en särk (1981).
Hon var åren 1954–1983 gift med förläggaren och författaren Per I. Gedin.

## Översättningar
- Kornej Tjukovskij: Den stulna solen och andra sagor på vers (Skazki) (Rabén & Sjögren, 1976)
- Räven och haren (Liza i zajats) (Bonnier, 1977)
- Korpen Kraxa: folksagor från Sibirien (Rabén & Sjögren, 1978)
- Krukhuset: rysk folksaga (Teremok) (återberättad av A. N. Tolstoj) (Bonnier, 1978)